# Edith Kiel
Pour les articles homonymes, voir Kiel (homonymie).
Edith Kiel, née le 30 juin 1904 à Berlin et morte le 12 septembre 1993 , est une scénariste, réalisatrice, monteuse et productrice belgo-allemande, qui réalisa et produisit de nombreux films et comédies populaires en Flandre.

## Biographie
Bien que née à Berlin en Allemagne en 1904, c'est en Belgique que, pendant trois décennies, Kiel a joué un rôle important dans l'histoire du cinéma flamand, devenant l'une des plus éminentes autrices de films flamands.  Elle travaille surtout avec son mari Jan Vanderheyden, signant la plupart des scénarios de celui-ci, et avec Jef Bruyninckx.  Après avoir travaillé pour le cinéma flamand, elle a écrit des scénarios pour la télévision allemande.

### 1930-1952
À partir de 1933, Kiel travaille à Berlin pour le producteur allemand de films Universum Film AG (UFA), où elle supervise les dialogues et où elle a même été figurante, notamment jouant le rôle d'une prostituée dans le film Der Blaue Engel (1929-1930).  À Berlin, elle fait la connaissance de son futur époux, Jan Vanderheyden.  Elle le raccompagne à Anvers en Belgique et écrit son premier scénario pour un des films de son mari.
Ce film, De Witte (Filasse) de 1934, est signé par Jan Vanderheyden et Willem Benoy, comédien et ancien directeur du Théâtre royal néerlandais (Koninklijke Nederlandsche Schouwburg) d'Anvers.  Pourtant, dans une déclaration, faite en 1986, Kiel prétend en avoir assuré elle-même la réalisation tout en reconnaissant que Benoy conseillait les acteurs et que Vanderheyden l'aidait le mieux qu'il pût.  Cette thèse semble confirmée par différents collaborateurs du film : elle aurait eu la direction réelle du film.  Vanderheyden ne fonctionne au début que comme producteur ; quant à Benoy, il ne s'avère pas à la hauteur de son rôle par manque d'expérience.  Vanderheyden, marchand plutôt que fin connaisseur de l'art cinématographique, était un paquet de nerfs se plaignant, pendant les tournages à l'extérieur, qu'il perdait « ses millions ».  Selon les dires d'un témoin oculaire, il accablait toujours de reproches sa femme qui, en fait, savait plus que les autres ce qu'était la production cinématographique.  Edith Kiel, du groupe belge la seule ayant acquis une expérience dans la prise de vue cinématographique, finit par reprendre la direction.
Par la suite, elle a une part importante dans les scénarios, dans le montage et même dans la réalisation des films ultérieurs de Vanderheyden.  En tant que réalisatrice, Kiel fait ses débuts en 1941.
Elle poursuivra, pendant et après la guerre, la stratégie définie par Vanderheyden, qui ne cessait de réaffirmer sa volonté de réaliser uniquement des films à caractère purement flamand :
« Pour que le film flamand obtienne du succès, même à l'étranger, il doit refléter sa propre terre, l'atmosphère du pays.  Tout doit être spécifiquement flamand sur toute la ligne. »
Vanderheyden et Kiel prouvent, en tant que réalisateurs à l'affût des goûts simples du public, tout en produisant leurs films avec des fonds privés, qu'en Belgique, leur cinéma peut s'avérer suffisamment rentable pour permettre de survivre financièrement, et qu'il est parfois lucratif.
Après la Seconde Guerre mondiale, le couple prend la fuite et s'installe à Berlin.  Les studios qu'ils avaient construits en 1939 sont vendus et Vanderheyden est soupçonné de collaboration en raison de son rôle actif dans la guilde flamande cinématographique (Vlaamse Filmgilde).

### 1952-1993
Après la libération, elle travaille plusieurs années à Berlin au service des États-Unis. Dès que la situation le permet, elle cofonde, avec Vanderheyden, une entreprise cinématographique anversoise (Antwerpse Filmonderneming, AFO), établie à Deurne, dans laquelle investissent les diamantaires juifs Louis Goovaerts et Nusin Szternfeld ; ce n'est qu'en 1952 que cette société peut reprendre la production de films.  Désormais, ce n'est plus Vanderheyden, mais Kiel qui figure sur les génériques et sur les affiches.
Seule, elle produira et réalisera seize longs-métrages entre 1952 et 1962,. Bien que cette série de films populaires soit souvent critiquée dans la presse, la plupart des films sont appréciés du public et la production s'avère rentable. Kiel opte toujours pour le réalisable, tout en prenant en considération les budgets limités. Les circonstances de la crise, la guerre mondiale et la reconstruction d'après-guerre font qu'on a besoin, dans les années 1930 à 1950, de films comiques, légers et divertissants.
Kiel continue aussi à faire appel à des acteurs flamands connus, qui ont souvent acquis leurs premières expériences dans l'un de ses films. Pour la musique, elle s'adresse surtout à Jos Van der Smissen, Rudolf Perak et Jeff Derwey. Dès 1954, elle tourne dans son propre studio sur la Herentalsebaan à Deurne. Avec l'avènement de la télévision, de plus en plus de cinémas disparaissent et les producteurs engrangent de moins en moins de recettes. En outre, la télévision comble de plus en plus le besoin de comédies flamandes reconnaissables et populaires, entre autres par des séries telles que Schipper naast Mathilde (Maître après Mathilde[réf. nécessaire]). Après la mort de Jan Vanderheyden en 1961, Kiel arrête la production de ce genre de films populaires.

### Filmographie
Edith Kiel est impliquée dans les films suivants :

### en tant quescénaristeetcoréalisatricenon officielle dufilmréaliséparJan Vanderheyden
- 1934 : De Witte (Filasse, scénario d'après Ernest Claes)[15],[16]

### en tant quescénaristedesfilmsréalisésparJan Vanderheyden
- 1935 : Uilenspiegel leeft nog (Till l'Espiègle vit encore ! , coscénariste : Ernest Claes)[16].
- 1935 : Alleen voor U (Pour toi seule, coscénariste : August Monet)
- 1936 : De wonderdokter (Docteur miracle[16], coscénariste : Jos Janssen et Jeroom Verten)
- 1937 : Havenmuziek (Musique de port[16])
- 1938 : Drie flinke kerels (Trois Solides Gaillards[16])
- 1939 : Met den helm geboren (Né coiffé[16], coscénariste : Jan Vanderheyden)
- 1939 : Een engel van een man (Cet homme est un ange[16], coscénariste : Felix Timmermans)
- 1939 : Janssens tegen Peeters (Janssens contre Peeters[16], coscénaristes : Hendrik Caspeele et Jan Vanderheyden)
- 1940 : Wit is troef (Blanc est atout[16], coscénariste : Herman Dumont, Raoul A. Dumont et John Langenus)
- 1940 : Janssens en Peeters dikke vrienden (Janssens et Peeters réconciliés[16], coscénariste : Hendrik Caspeele et Jan Vanderheyden)
- 1941 : Veel geluk, Monika (Bonne chance, Monique[16])
- 1942 : Antoon, de flierefluiter (Antoine le Coq du Village[16], coscénariste : Felix Timmermans)

### en tant quescénaristeetréalisatrice
- 1941 : Een aardig geval (Un drôle de cas[16])
- 1952 : De moedige bruidegom (Le Courageux Jeune Marié[16])
- 1952 : Uit hetzelfde nest (Issus d'un même nid[16])
- 1953 : Sinjorenbloed (Sang d'Anversois)
- 1953 : Schipperskwartier (Quartier des pêcheurs[16])
- 1954 : De spotvogel (Le Railleur[16])
- 1954 : De Hemel op aarde (Le Ciel sur terre[16])
- 1955 : Min of meer (Plus ou moins[16])
- 1955 : De bruid zonder bed (La Fiancée, sans lit[16])
- 1956 : Boevenprinses (Princesse des truands)
- 1956 : Mijn man doet dat niet (Mon mari ne fait pas cela !)
- 1957 : Rendez-vous in het paradijs (Rendez-vous au paradis)
- 1958 : Het meisje en de madonna (La Jeune Fille et la Madone)
- 1959 : Een zonde waard (Cela vaut un péché)
- 1960 : Hoe zotter hoe liever (Au plus fou, au mieux[16])
- 1960 : De duivel te slim (Plus malin que le diable[16])
- 1961 : De stille genieter (Le Jouisseur tranquille[16])

## Postérité
En septembre 2014, la Cinémathèque royale de Belgique a édité un double DVD contenant trois films de Jan Vanderheyden et d'Edith Kiel.